# Nyasasaure
Nyasasaure, Nyasasaurus, (que significa "Nyasa saure") és un gènere de rèptils extints del Triàsic, al qual va donar nom el paleontòleg Alan J. Charig en la seva tesi doctoral presentada a la dècada de 1950. Els seus fòssils es van trobar al Llac Nyasa de Tanzània.
De vegades apareix erròniament escrit com "Nyasaurus", i primer es va creure que era un exemple primitiu de dinosaure prosauropode, però actualment aquesta teoria està posada en qüestió. L'espècimen mesura 2,1 metres de llargada.
Una anàlisi del 2012 suggereix que Nyasasaurus pot ser el primer dinosaure conegut i que data del Triàsic mitjà, entre 247 i 235 milions d'anys enrere, possiblement abans que Coelophysis o Herrerasaurus, dos altres gèneres de dinosaures primerencs. Des de 2012 es proposa l'espècie, Nyasasaurus parringtoni.